# Bụp giấm
Bụp giấm hay còn gọi đay Nhật, lạc thần hoa, bụp, bụt giấm (danh pháp hai phần: Hibiscus sabdariffa L.) là loài thuộc họ Cẩm quỳ (Malvaceae) có nguồn gốc ở Tây Phi. Cây sống khoảng một năm, cao từ 1,5 - 2m, phân nhánh gần gốc, màu sắc tím nhạt. Lá hình trứng, nguyên, mép lá có răng. Hoa đơn độc, mọc ở nách, gần như không có cuống. Tràng hoa màu vàng hồng hay tía, có khi trắng. Quả nang hình trứng, có lông thô mang đài màu đỏ sáng tồn tại bao quanh quả. Cây ra hoa từ tháng 7 đến tháng 10. Loài này được L. mô tả khoa học đầu tiên năm 1753.
Cây được sử dụng phần đài quả và lá làm rau chua sử dụng thay cho giấm chua. Cây có đặc tính không kén đất, ưa đất đồi núi, khí hậu nóng ẩm. Đài hoa Bụp giấm có tác dụng chống co thắt cơ trơn, làm thư giãn cơ trơn tử cung, làm hạ huyết áp và có tính kháng sinh, trị ho, viêm họng. Dầu ép từ hạt bụp giấm và chất không xà phòng hoá có tác dụng kháng sinh trên một số chủng vi khuẩn như Escherichia coli, Salmonella typhi, Bacillus subtilis, Coryne bacterium pyogenes, Staphylococcus aureus... và có tác dụng kháng nấm trên một vài loài nấm: aspergillus, trychophyton, cryptococcus... Thân cây cho sợi sử dụng được.
Bụp giấm được nhập trồng nhiều nơi ở Việt Nam và trên thế giới. Cây trồng lấy sợi, làm rau ăn, làm thuốc, màu thực phẩm, v.v. Cũng có thể dùng đài nấu canh chua thay giấm (nên gọi Bụp giấm). Cách dùng quen thuộc nhất với chúng ta hiện nay là dùng phần đài để làm Siro, có vị chua đặc trưng và màu đỏ rất đẹp (do có hàm lượng Vitamin C và Anthocyanin cao).

## Trồng trọt
Trung Quốc và Thái Lan là các nhà sản xuất lớn và kiểm soát phần lớn nhu cầu thế giới. Sản phẩm tốt nhất thế giới đến từ Sudan, nhưng số lượng thấp và chế biến lạc hậu cản trở chất lượng. Mexico, Ai Cập, Senegal, Tanzania, Mali và Jamaica cũng là các nhà cung cấp quan trọng nhưng sản phẩm chỉ dùng cho nội địa.

#### Nhầm lẫn giữa Atiso và Bụp giấm
Tên gọi "Atisô" cho cây Bụp giấm không biết xuất phát từ đâu? và với mục đích gì? Nhưng rộ lên cách đây khoảng vài năm. Một số trang web còn cố tình (hay do thiếu hiểu biết?) lập lờ khái niệm giữa 2 cây. Ảnh thì cây Bụp giấm, mà thông tin về công dụng lại của cây Atiso (Artichoke - Cynara scolymus: Cây do người Pháp trồng tại Đà Lạt, hiện cũng trồng ở Sapa, Tam Đảo - dùng làm thuốc "bổ gan").
Thậm chí hàng loạt trang báo lớn của Việt Nam cũng đăng tải sai hoàn toàn về thông tin của Bụp giấm và Atiso như Zing New, Dân Trí, Tuổi Trẻ,... gây sự nhầm lẫn lớn giữa 2 cây Atiso và bụp giấm.

## Hình ảnh về cây bụp giấm

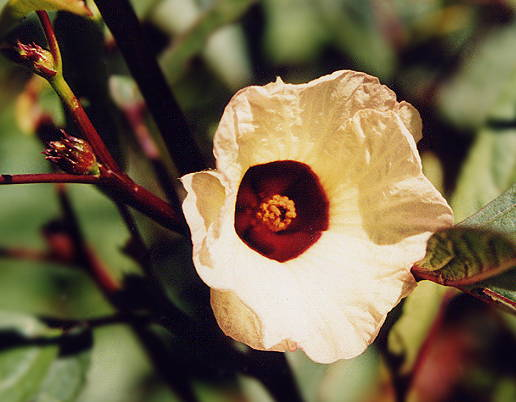
Hoa bụp giấm
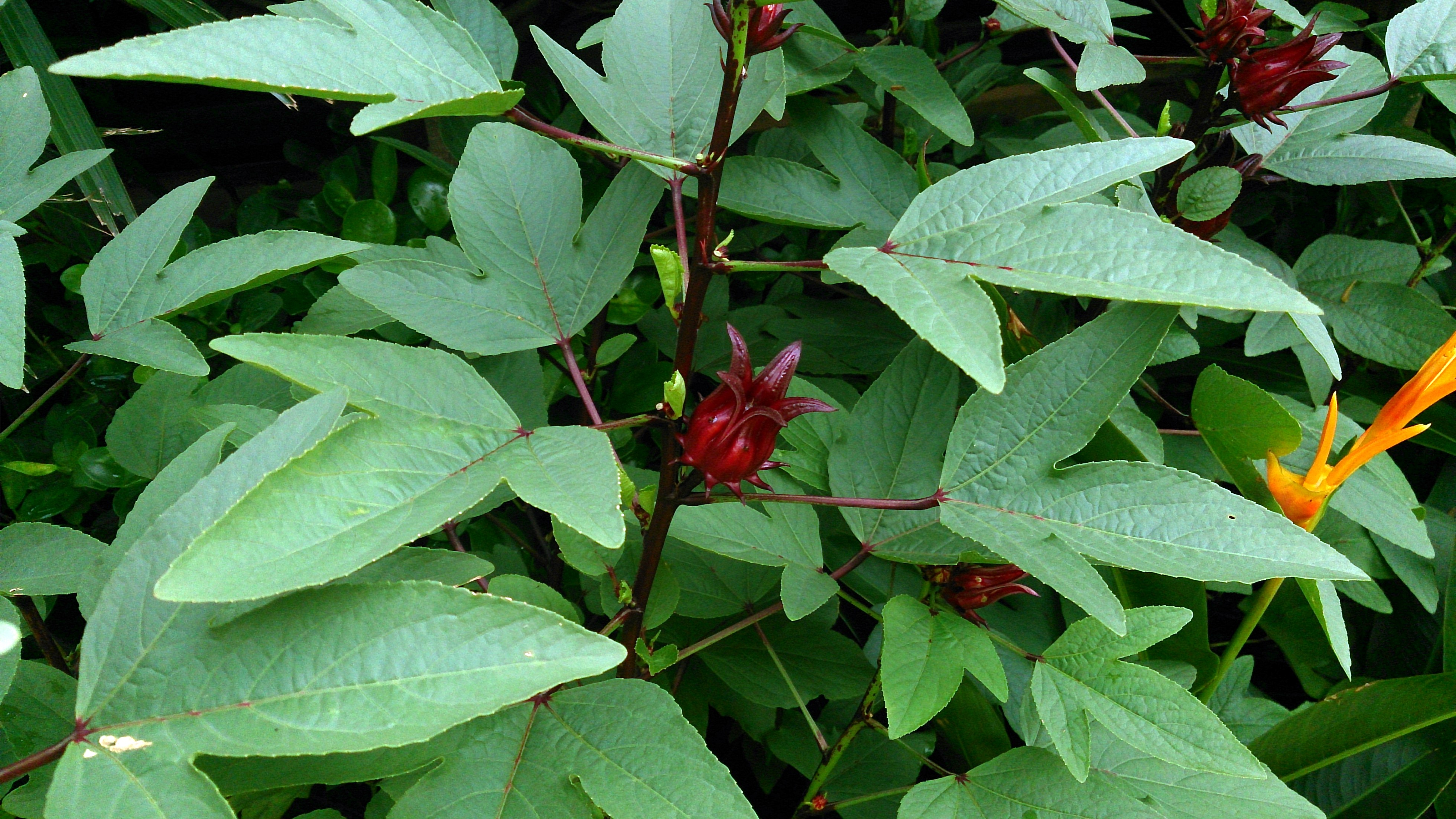
Lá và quả bụp giấm
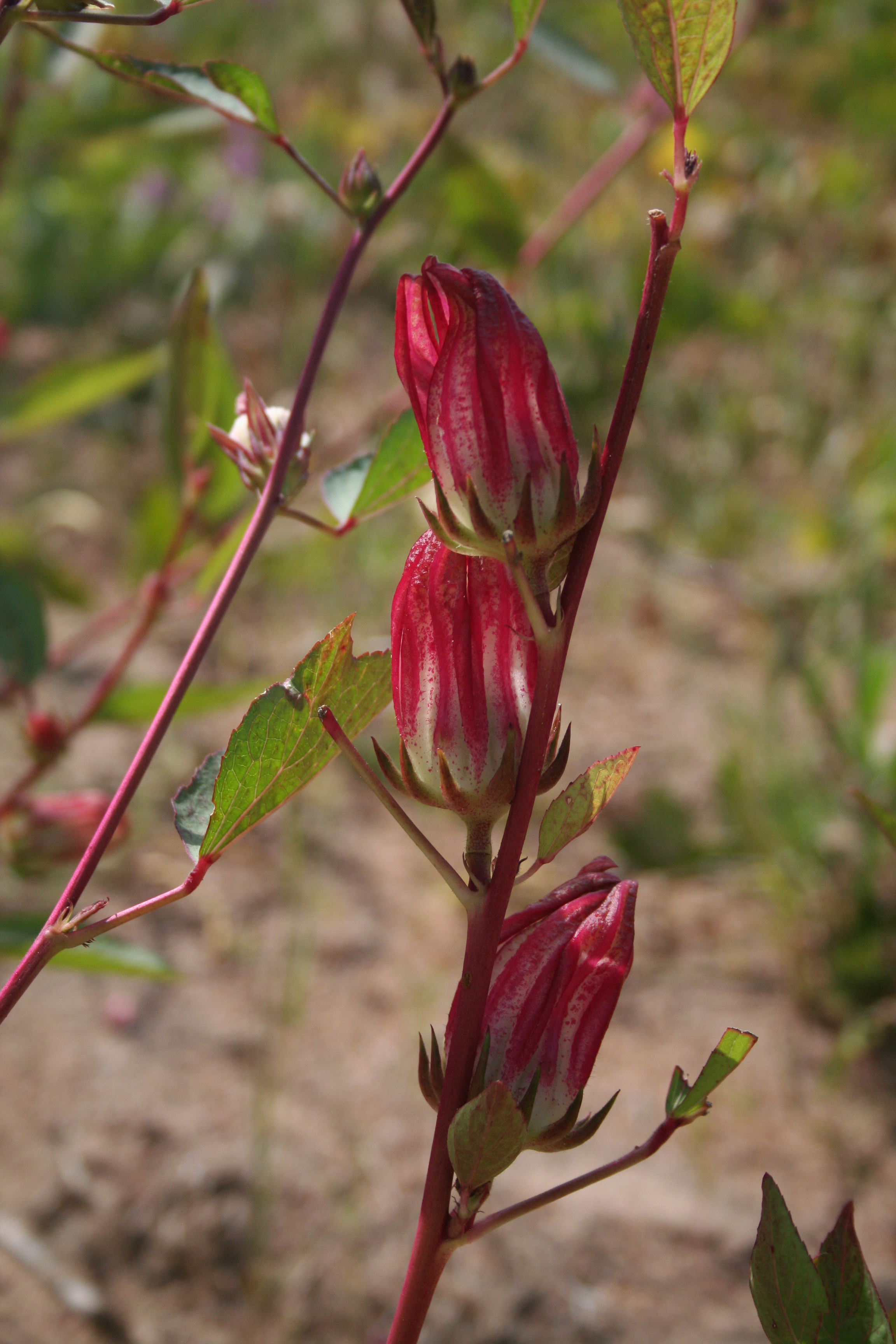
Quả bụp giấm đỏ
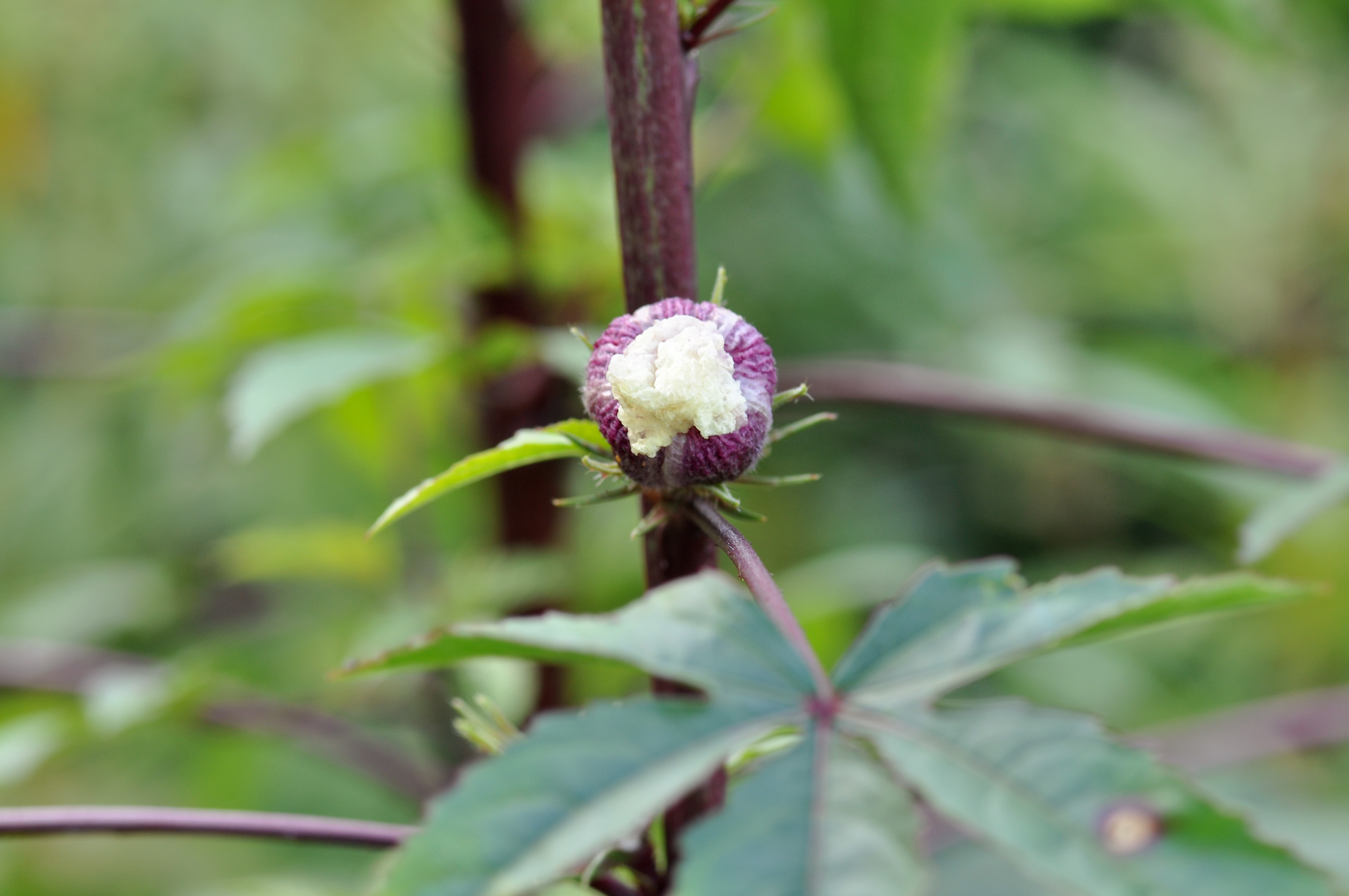
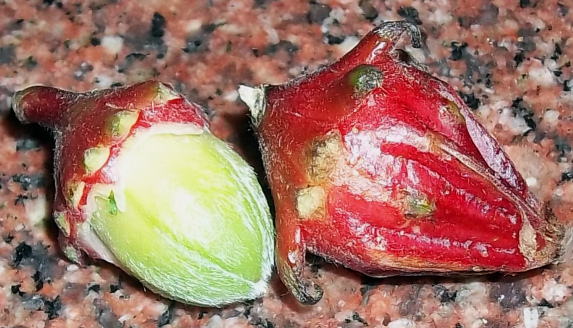
Quả bụp giấm, quả bên trái đã bóc vỏ đỏ và quả bên phải chưa bóc vỏ đỏ

## Hình ảnh

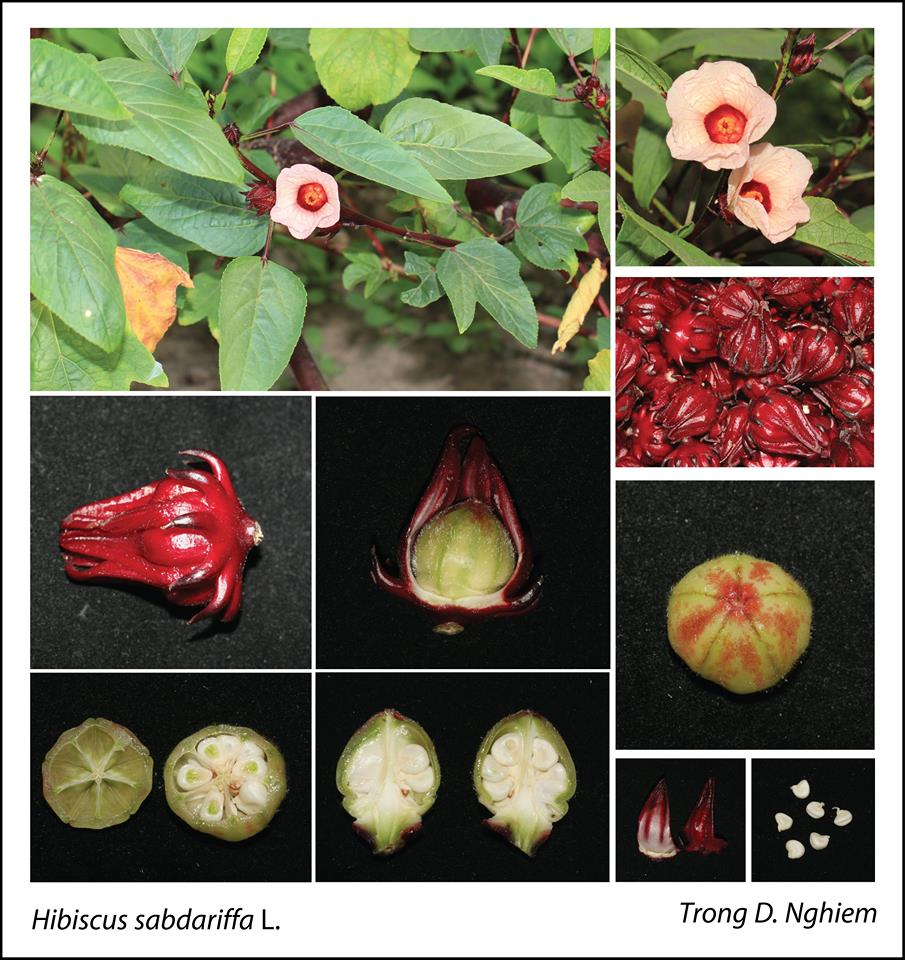
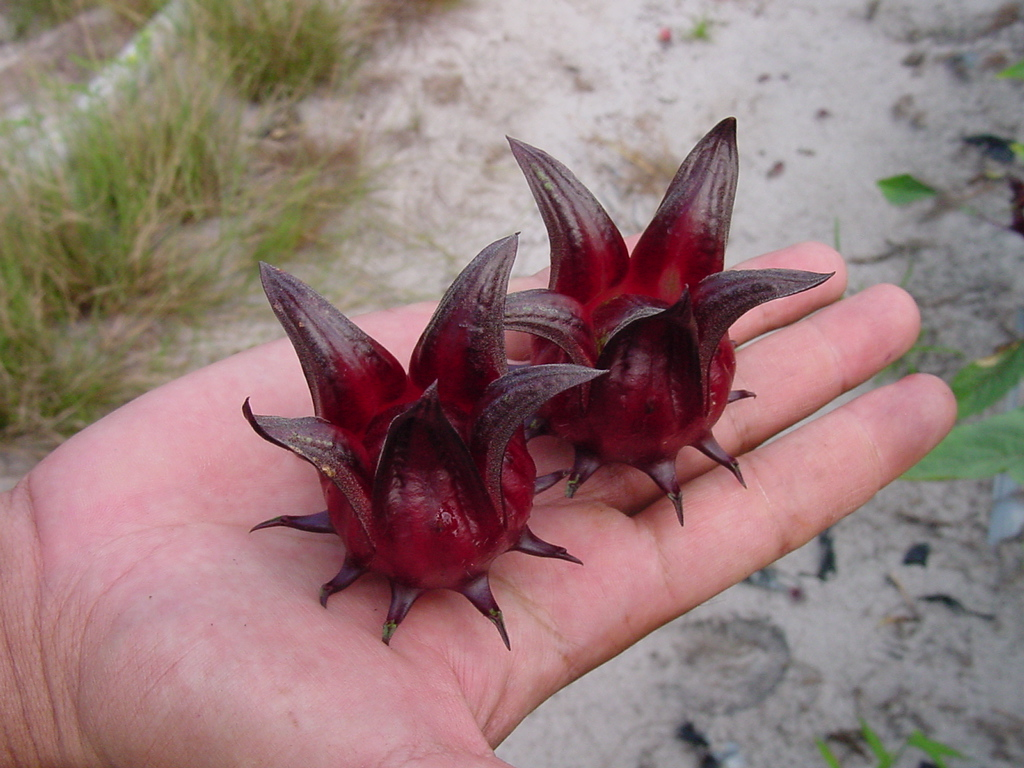
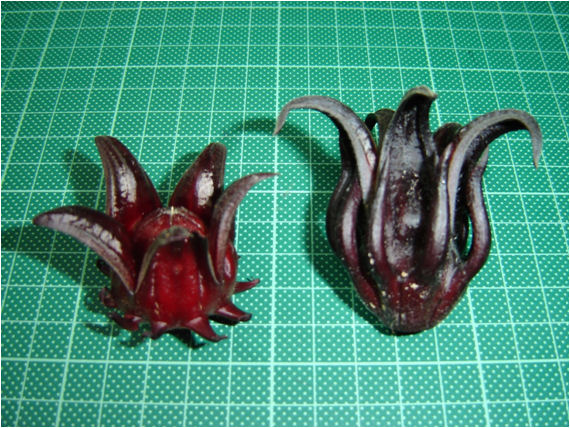
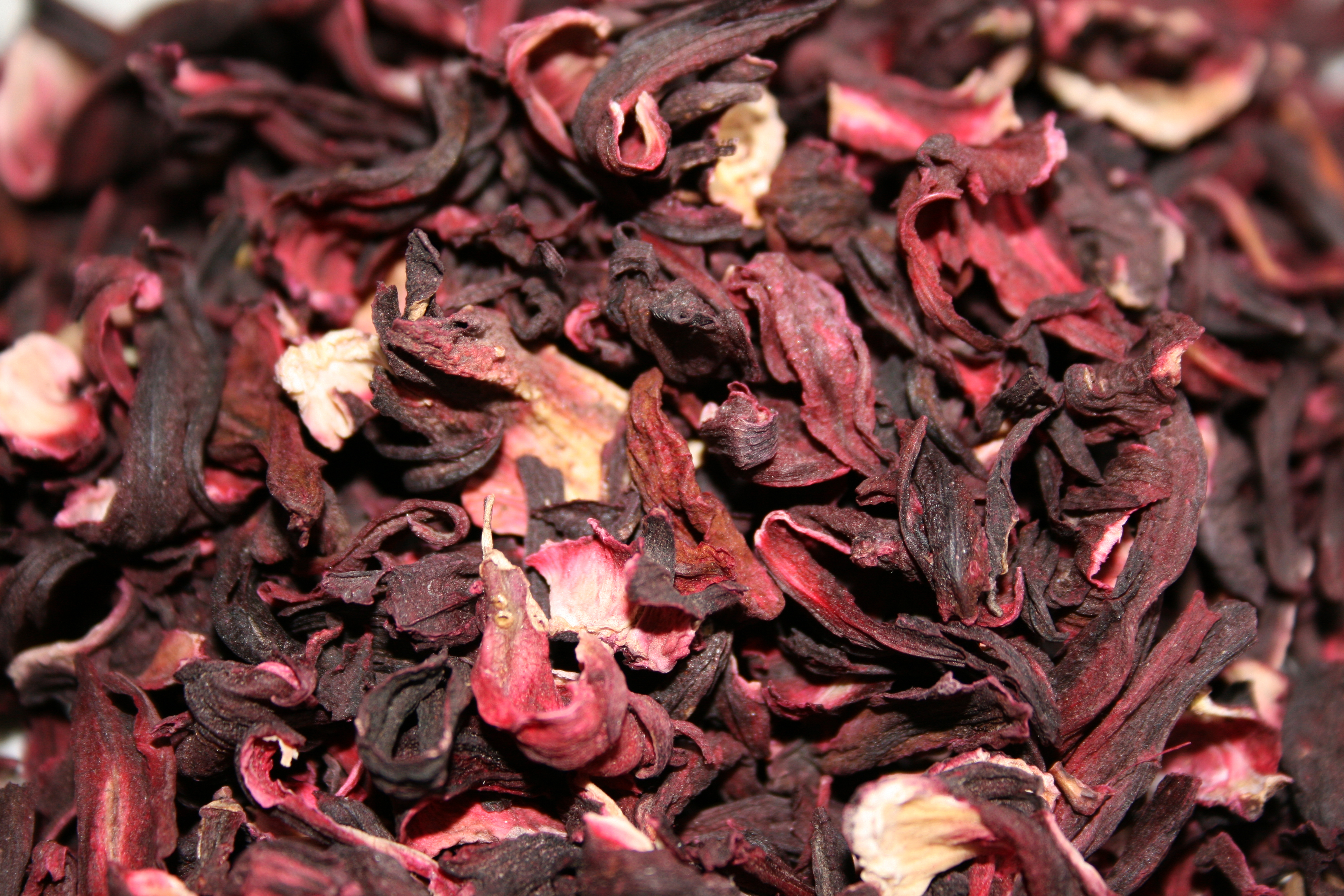
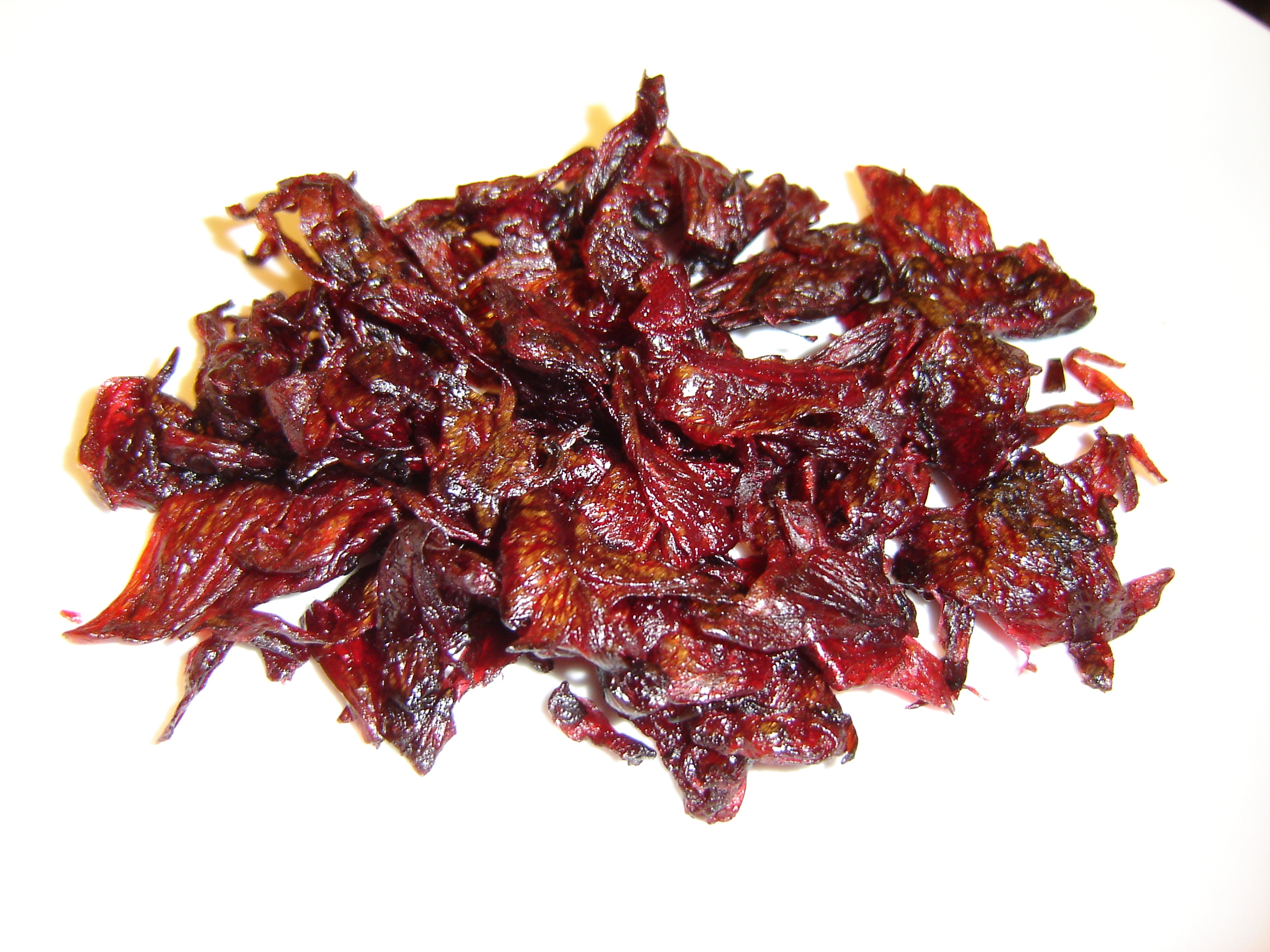
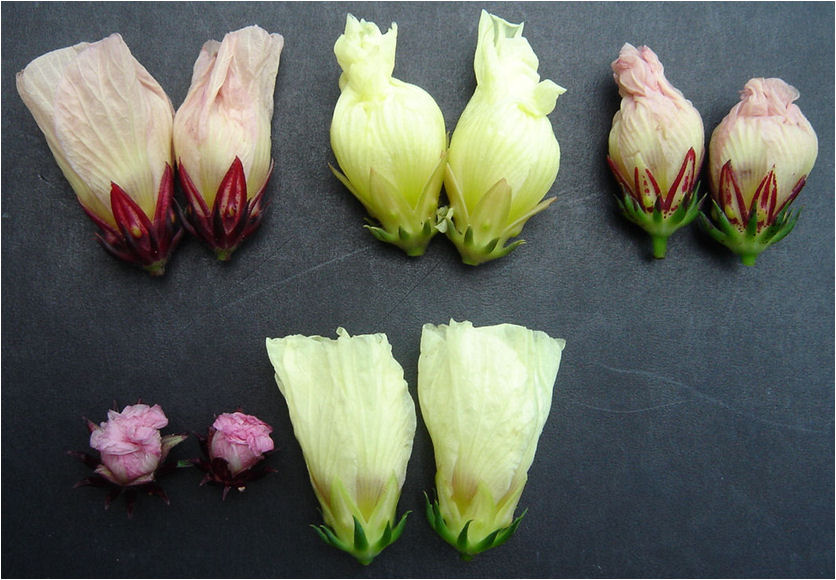
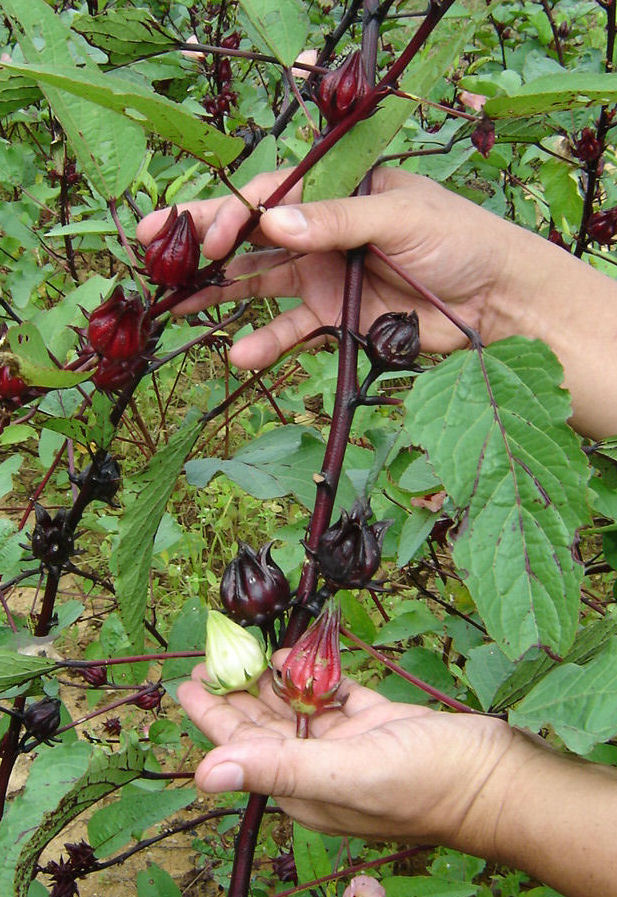